# Commerce City, Colorado
Commerce City là một thành phố thuộc quận Adams, tiểu bang Colorado, Hoa Kỳ. Thành phố có diện tích km², dân số thời điểm năm 2005 theo ước tính của Cục điều tra dân số Hoa Kỳ là 34.189 người2 Tại thời điểm ngày 1/7/2008, thành phố có dân số 42.473 người. Commerce City là ngoại ô phía bắc của Denver và hiện là đô thị đông đân thứ 20 của bang Colorado. 